# Курцев, Борис Викторович
Борис Викторович Курцев (23 февраля 1920 года — 12 февраля 1967 года) — советский офицер танковых войск, Герой Советского Союза (1945), генерал-лейтенант танковых войск (7.05.1966).

## Биография

### Довоенная жизнь
Борис Викторович родился 23 февраля 1920 года в д. Неклюдово в семье крестьянина. Русский.
Окончил Владимирский текстильный рабфак.
В сентябре 1938 года призван в Красную Армию Владимирским РВК Владимирской области. В 1939 году окончил Харьковское бронетанковое училище. Как один из лучших выпускников был оставлен в училище и назначен командиром отделения курсантов. Участник освободительного похода советских войск в Западную Украину и Северную Буковину в сентябре 1939 года (был с группой командиров училища временно откомандирован в боевую часть для участия в боевых действиях). С февраля 1940 года — командир танкового взвода 26-й легкотанковой бригады, с марта 1940 — командир танкового взвода отдельного учебного танкового батальона 26-й легкотанковой бригады. С мая 1941 года — заместитель командира роты 68-го танкового полка 34-й танковой дивизии 8-го механизированного корпуса Киевского Особого военного округа. 

### Великая Отечественная война
На фронтах Великой Отечественной войны с 22 июня 1941 года. Вступил в бой на Юго-Западном фронте. Отважно действовал в сражении за Перемышль, когда на второй день войны пехотинцы, танкисты и пограничники выбили немецкие войска из занятого ими 22 июня города и пять суток героически обороняли его (за эти дни город трижды переходил из рук в руки). Тяжело ранен в бою 26 июня 1941 года. Лечился в эвакогоспитале в Мариуполе.
После выздоровления в ноябре 1941 года направлен в Московский военный округ в формирующиеся воинские части, там командовал танковой ротой 123-го отдельного танкового батальона 83-й танковой бригады. В феврале 1942 года в составе бригады вновь вступил в бой на Северо-Западном фронте, в июне 1942 года повышен в должности до адъютанта старшего танкового батальона. С марта 1943 года — начальник штаба 56-го танкового полка. С марта 1944 года — начальник штаба 28-го отдельного танкового полка, а с августа 1944 года командовал этим полком (17 марта 1945 года полк преобразован в 114-й гвардейский танковый полк) 6-го гвардейского механизированного корпуса 4-й гвардейской танковой армии.
C 1942 года член ВКП(б). 
Отважно воевал на фронтах. Несколько раз был ранен и горел в танке. В годы войны был награждён пятью боевыми орденами и медалью «За отвагу». В июле 1944 года успешно действовал при освобождении Перемышля, который героически оборонял тремя годами ранее: во главе разведотряда из 3 танков и 30 стрелков на их броне ворвался в город, посеял панику, захватил укреплённый рубеж и полтора часа вёл бой до подхода танкового полка. Награждён за этот бой орденом Красного Знамени. 
Особенно успешно действовал в ходе Висло-Одерской наступательной операции. Гвардии майор Курцев Борис Викторович, командир 28-го танкового полка 16-й гвардейской механизированной Львовской Краснознаменной бригады 6-го гвардейского механизированного Львовского Краснознаменного корпуса 4-й танковой армии 1-го Украинского фронта с 12 по 26 января 1945 года прошёл с боями до 300 километров. На этом пути танкисты полка уничтожили до 1000 солдат и офицеров противника, 37 танков, 42 орудия разных калибров, 78 бронетранспортёров и до 200 автомашин противника. Уже в первый день наступления 12 января 1945 года овладел населёнными пунктами Заброды и Белогон, перерезав железную дорогу Кельце—Краков. 14 января полк овладел городом Кельце, 17 января форсировал реку Пилица, окружил город Петроков, взял штурмом город Тушин. 26 января в числе первых форсировал реку Одер в районе города Кебен (Хобеня). Сам командир полка Курцев был ранен 19 января 1945 года, но оставался в строю. За эти подвиги представлен к званию Героя Советского Союза.
10 апреля 1945 года за образцовое выполнение заданий командования и проявленные мужество и героизм в боях с немецко-фашистскими захватчиками указом Президиума Верховного Совета СССР майору Курцеву Борису Викторовичу присвоено звание Героя Советского Союза с вручением ордена Ленина и медали «Золотая Звезда».
Столь же успешно сражался и в Берлинской операции: в период боев с 15 апреля по 9 мая нанес большой урон силам противника, а именно: 18 апреля полк первым вышел к реке Шпрее и обеспечил её форсирование пехотой, уничтожив при этом до 2 рот регулярных войск, до 150 фаустпатронщиков, 5 танков, 4 орудия, 8 бронекатеров и до 50 автомашин с боеприпасами; 24 апреля - вышел на восточную окраину г. Бранденбург, уничтожив при этом до батальона пехоты, 3 танка, 5 бронетранспортеров и до 300 автомашин; с 24 апреля по 1 мая овладел г. Бранденбург, уничтожив при этом 2 танка, 1 самоходное орудие, 1 бронепоезд, 4 бронетранспортера, 4 зенитных орудия, 32 огневых точки, до роты солдат противника и захватил 8 складов ГСМ, а также освободил заключённых и военнопленных из 3 концлагерей. 
В последние дни войны участвовал в Пражской операции, в которой 7 мая в районе д . Ощац и Обер-Рейхенау уничтожил 7 самоходных установок,3 танка, разгромил штаб мотопехотного полка, взял в плен до 500 солдат и офицеров противника. 8 мая 1945 года в районе д. Литвинов (Чехословакия) разгромил колонну противника, уничтожив 30 автомашин, 8 бронетранспортёров, до роты солдат, захватив до 200 автомашин, 18 бронетранспортеров, 2 танка и до 100 пленных. Приказом по 4-й танковой армии от 19.05.1945 года награждён за эти подвиги орденом Красного Знамени.

### После войны
Продолжал службу в Советской Армии. В конце августа 1945 года молодой командир с огромным боевым опытом был направлен на учёбу в академию. В 1949 году окончил Военную академию бронетанковых и механизированных войск Советской Армии имени И. В. Сталина. С октября 1949 года — командир 113-го танко-самоходного полка 79-й стрелковой дивизии, с января 1950 — командир 76-го танкового полка 2-й танковой дивизии (Приморский военный округ), с декабря 1951 — командир 6-го тяжёлого танко-самоходного полка 26-й гвардейской механизированной дивизии. С 30 сентября 1952 г. - Заместитель командира 26-й гвардейской механизированной дивизии Северной группы войск в Польше. С мая 1954 года — командир 26-й гвардейской механизированной дивизии (в июне 1957 года дивизия была переименована в 38-ю гвардейскую танковую дивизию). С июля 1957 года по июнь 1960  — командир 4-й гвардейской танковой Кантемировской дивизии в Московском военном округе. затем убыл на учёбу.
В 1962 окончил Военную академию Генерального штаба Вооружённых Сил СССР. С августа 1962 года был первым заместителем командующего 8-й гвардейской армией в Группе советских войск в Германии. С июля 1965 года и до своей безвременной кончины — командующий 2-й гвардейской танковой армией в ГСВГ. 
12 февраля 1967 года Борис Викторович Курцев скончался от тяжелой болезни. Похоронен на Новодевичьем кладбище в Москве.

## Воинские звания
- лейтенант (4.02.1940)
- старший лейтенант (10.02.1942)
- капитан (11.06.1942)
- майор (4.05.1943)
- подполковник (8.03.1946)
- полковник (22.06.1957)
- генерал-майор танковых войск (27.08.1957)
- генерал-лейтенант танковых войск (7.05.1966)

## Награды
- Медаль «Золотая Звезда» Героя Советского Союза (10.04.1945),
- орден Ленина (10.04.1945),
- три ордена Красного Знамени (13.08.1944, 28.02.1945, 19.05.1945),
- два ордена Красной Звезды (28.03.1943, 1945),
- медаль «За отвагу» (19.08.1942)[5],
- другие медали.